# 儋萌
儋萌（?—?），三國政治人物。
早年任九真太守，一日為岳父周京大宴宾客，席上功曹掾番歆邀请周京跳舞，周京不肯，番歆硬要强迫他。儋萌下令杖殺番歆。番歆之弟番苗打算復仇。番苗率领土人围攻九真郡胥浦。儋萌被毒矢射中而死。